# Svetlana Adirkhàieva
Svetlana Adirkhàieva   (Khumalag, 12 de maig de 1938 - Moscou, 27 d'agost de 2023) va ser una ballarina soviètica d'Ossètia del Nord, que va ser guardonada Artista del Poble de la URSS el 1984.

## Biografia
Adyrkhaeva va néixer el 12 de maig de 1938 a un poble de Khumalag a Ossètia del Nord. Va rebre formació de ballet a l'Escola de Coreografia de Vaganova i es va graduar allà el 1955. Tres anys després va ballar Odette-Odile i va guanyar el primer premi. El 1960 va ser convidada a fer el mateix ball al Teatre Bolxoi.Svetlana Adyrkhaeva". Bolshoi Ballet. Retrieved October 9, 2013 Allà, va ser disciplinada per Galina Ulànova, però també va rebre assessorament per part de Marina Semjonova. Va participar en un ballet durant dues generacions interpretant personatges com Aegina a Spartacus i moltes altres. De 1978 a 1981 va ser membre de l'Acadèmia Russa d'Arts del Teatre, es va graduar el 1980 i es va convertir en professora allà un any després. Del 1995 al 2001 va ser professora a l'Acadèmia de Dansa de la "New Humanitaire University" de Natalia Nesterova i després va ocupar el mateix càrrec al Teatre Bolxoi.